# Megaselia jochiana
Megaselia jochiana är en tvåvingeart som beskrevs av Schmitz 1957. Megaselia jochiana ingår i släktet Megaselia och familjen puckelflugor. Inga underarter finns listade i Catalogue of Life.